# Bai Enpei
Bai Enpei (chinesisch 白恩培; * 8. September 1946 in Qingjian, Shaanxi) ist ein ehemaliger chinesischer Politiker der Kommunistischen Partei Chinas (KPCh), der unter anderem zwischen 1997 und 1999 Gouverneur von Qinghai, von 1999 bis 2001 Sekretär des Parteikomitees der Provinz Qinghai sowie zwischen 2001 und 2011 Sekretär des Parteikomitees der Provinz Yunnan war. Im Januar 2015 wurde er nach einer Untersuchung im Zuge der Antikorruptionskampagne unter Xi Jinping aus seinen öffentlichen Ämtern entlassen und aus der Kommunistischen Partei Chinas ausgeschlossen.

## Leben
Bai Enpei begann nach dem Schulbesuch ein Studium an der Abteilung für nautische Instrumente und automatische Steuerung der Polytechnischen Universität Nordwestchinas in Xi’an, das er 1970 beendete. Im Anschluss wurde er im Zuge der Kulturrevolution zwischen 1970 und 1972 zur „körperlichen Arbeit“ zum unabhängigen Divisionsbauernhof des Militärischen Kommandos der Provinz Shaanxi abgeordnet. Daraufhin arbeitete er von 1972 bis 1974 als Techniker in der Dieselmotorenfabrik in Yan’an und wurde in dieser Zeit 1973 auch Mitglied der Kommunistischen Partei Chinas (KPCh). Er war daraufhin zwischen 1974 und 1983 zunächst stellvertretender Direktor sowie zuletzt Direktor der Dieselmotorenfabrik in Yan’an und zugleich auch stellvertretender Sekretär des Parteikomitees dieser Fabrik. Nachdem er 1983 kurzzeitig stellvertretender Sekretär der Zigarettenfabrik in Yan’an war, fungierte er von 1983 bis 1990 als stellvertretender Sekretär und zuletzt als Sekretär des Parteikomitees der bezirksfreien Stadt Yan’an. Auf dem XIII. Parteitag der Kommunistischen Partei Chinas wurde er 1987 Kandidat des Zentralkomitees (ZK) der Kommunistischen Partei Chinas und als solcher auf dem XIV. Parteitag 1992 bestätigt.
1990 wechselte Bai in die Autonome Region Innere Mongolei und war dort zunächst zwischen 1990 und 1993 in Personalunion Leiter der Organisationsabteilung des Parteikomitees sowie Mitglied des Ständigen Ausschusses des Parteikomitees, ehe er von 1992 bis 1997 stellvertretender Sekretär des Parteikomitees der Autonomen Region Innere Mongolei war. Danach war er zwischen 1997 und 1998 Vizegouverneur sowie zugleich von 1997 bis 1999 auch stellvertretender Sekretär des Parteikomitees der Provinz Qinghai. Auf dem XV. Parteitag wurde er erstmals Mitglied des ZK der KPCh und gehörte diesem Gremium nach seinen Wiederwahlen auf dem XVI. Parteitag 2002 und auf dem XVII. Parteitag 2007 bis zum XVIII. Parteitag der KPCh 2012 an. Am 1. April 1997 wurde er kommissarischer Gouverneur und übernahm schließlich im Januar 1998 von Tian Chengping formell den Posten als Gouverneur von Qinghai. Dieses Amt behielt er bis Juni 1999 und wurde danach von Zhao Leji abgelöst. Er selbst löste im Anschluss im Juni 1999 abermals Tian Chengping ab und wurde dieses Mal Sekretär des Parteikomitees der Provinz Qinghai. Er verblieb in dieser Funktion bis Oktober 2001, woraufhin Su Rong seine Nachfolge antrat. Zusätzlich war er zwischen 2000 und 2001 auch Vorsitzender des Ständigen Ausschusses des Volkskongresses dieser Provinz.
Im Oktober 2001 übernahm Bai Enpai von Linghu An die Funktion als Sekretär des Parteikomitees der Provinz Yunnan. Er hatte diese Funktion fast zehn Jahre lang bis August 2011 inne und wurde danach von Qin Guangrong abgelöst. Zusätzlich war er zwischen 2001 und 2011 auch Mitglied des Ständigen Ausschusses des Parteikomitees der Provinz Yunnan sowie von 2003 bis 2011 Vorsitzender des Ständigen Ausschusses des Volkskongresses dieser Provinz. Im Januar 2015 wurde er nach einer Untersuchung im Zuge der Antikorruptionskampagne unter Xi Jinping aus seinen öffentlichen Ämtern entlassen und aus der Kommunistischen Partei Chinas ausgeschlossen. Zu seinen Verwandten gehören Bai Rubing, der unter anderem zwischen 1963 und 1967 Gouverneur von Shandong, von 1974 bis 1979 Vorsitzender des Revolutionsausschusses von Shandong sowie zwischen 1974 und 1982 Sekretär des Parteikomitees von Shandong war, und Bai Dongcai, der zwischen 1979 und 1982 erst Gouverneur von Jiangxi sowie danach von 1982 bis 1982 Parteisekretär der Provinz Jiangxi war.